# تشارلز ل. تاول
كان تشارلز إل. تاول (2 مايو 1913 - 9 أبريل 1990)، من ولاية أريزونا، جامعًا للطوابع درس تاريخ البريد وكتب أدبيات طوابع حول هذا الموضوع.

## هواية جمع الطوابع
كان تاول جامعًا للطوابع والتاريخ البريدي، وخاصة بريد السكك الحديدية ومكاتب البريد المتنقلة في الولايات المتحدة.

## أدب هواة الطوابع
بناءً على دراساتهِ، شارك تاول مع هنري ألبرت ماير في تأليف كتاب "علامات بريد السكك الحديدية في الولايات المتحدة، 1861-1886". وفي عام 1986، كتب تاول مجلداته الأربعة "أسعار الولايات المتحدة وعلامات وكلاء المحطات". ولقد كتب تاول باستفاضة عن علامات النقل، وحصل على العديد من الجوائز تقديرًا لجهوده.
لمدة ثلاث سنوات، حرر تاول مجلة "هليوغراف"، وهي مجلة مؤسسة تاريخ البريد.

## نشاطه الطوابعي
كان تاول ناشطًا في المنظمات الطوابعية، مثل جمعية مكتب البريد المتنقل، حيث كان رئيسًا لها حتى وفاته، ورئيسًا لمجلس إدارة متحف تاريخ البريد الغربي، الذي تمت إعادة تسميته لاحقًا إلى مؤسسة تاريخ البريد.

## التكريم
ادرج اسم تاول لقاعة المشاهير التابعة للجمعية الأمريكية لهواة جمع الطوابع في عام 1991.